# The Sound of Winter
The Sound of Winter è un singolo del gruppo musicale britannico Bush, il primo estratto dall'album The Sea of Memories. È stato pubblicato il 22 luglio 2011.